# American Film Institute

Logotyp.

American Film Institute (AFI) är en självständig organisation skapad av National Endowment for the Arts, som grundades 1967 när president Lyndon B. Johnson skrev under National Foundation on the Arts and the Humanities-lagen.
George Stevens Jr. var den förste CEO:n medan organisationen idag leds av Jean Picker Firstenberg som innehållit positionen sedan 1980.
AFI fokuserar på utbildning genom kunskaperna från framstående personer inom branschen samt att bevara gamla filmer som annars förstörs då de är filmade på ömtåligt material. AFI producerar även material om filmkunskap för highschoolstuderande. Trots namnet fokuserar AFI inte enbart på film, utan även på tv och video.
År 1973 startade AFI ett Life Achievement Award, och en egen årlig filmfestival, AFI Fest, startade 1987. 
År 1998, när amerikansk film firade sitt 100-årsjubileum, påbörjade AFI sin AFI 100 Years-serie, som hyllar och gör reklam för filmhistorien. Deras 100-årsserie har fått stor kritik för att vissa filmer räknas upp flera gånger i olika kategorier utan hänsyn till vad kritiker och fans tycker, och går dessutom ibland även utanför den aktuella filmgenren.